# Kummeln
Kummeln este o arie protejată (arie specială de conservare — SAC, sit de importanță comunitară — SCI) din Suedia întinsă pe o suprafață de 18,4 ha, integral pe uscat.

## Localizare
Centrul sitului Kummeln este situat la coordonatele 56°12′10″N 15°40′31″E / 56.2028°N 15.6753°E.

## Înființare
Situl Kummeln a fost declarat sit de importanță comunitară în ianuarie 2002 pentru a proteja 1 specie de animale. Situl a fost protejat și ca arie specială de conservare în martie 2011.

## Biodiversitate
Situată în ecoregiunea boreală, aria protejată conține 1 habitat natural: Pășuni din zone de pădure fino-scandinave.
La baza desemnării sitului se află o specie protejată de  nevertebrate: Osmoderma eremita.